# Мунго (Суринам)
Мунго — город на востоке Суринама, в округе Маровейне. Город является крупнейшим в этом округе. По данным 2012 года население составляет 8252 человек.
Город расположен на правом берегу реки Суринам и рыбалка для жителей является главным видом деятельности.
Раньше город был крупнейший по добыче и хранению бокситов.